# Živi i pusti umrijeti (1973.)
Živi i pusti umrijeti ( engl. Live and Let Die)  britanski je akcijski triler iz 1973. To je 8. film iz serijala o  Jamesu Bondu i prvi s  Rogerom Mooreom u glavnoj ulozi. Film su producirali Albert R. Broccoli i Harry Saltzman. Početkom sedmadesetih, Broccoli i Saltzman htjeli su novog glumca za ulogu Bonda, koji će zamijeniti  Seana Conneryja, koji je nastupio u nekoliko Bond filmova u šezdesetima. Nakon duge potrage, izabrali su Rogera Moorea.
Film je djelomično temeljen na istoimenom romanu  Iana Fleminga. U filmu, narko-kralj znan kao Mr. Big planira distribuirati dvije tone heroina besplatno kako bi uništio protivničke narko-kartele. Bond uskoro upada u svijet gangstera i vudua, a u isto vrijeme mora zaustaviti Mr. Biga.

## Produkcija
Živi i pusti umrijeti bio je prvi film za koji glazbu nije napisao John Barry, nego George Martin, a prvi se put pojavljuje izmišljena zemlja (to će se ponoviti u filmu Dozvola za ubojstvo). Osim toga, to je jedini film u kojem Bond izvršava političko ubojstvo, jer je lik Kanange kojeg je ubio, lider države. Prvi je i po tome što se Q nije pojavio, iako se spominje u jednoj od prvih scena kad gđica. Moneypenny daje Bondu njegovu jedinu napravu, specijalno modificirani podvodni sat Rolex s hiper-magnetskim svojstvima i rotacijskim bridom. Q se pojavljuje u filmu Dr. No, iako ga nije glumio Desmond Llewelyn, a ne obraćaju mu se s Q nego njegovim pravim imenom, bojnik Boothroyd.
Kad su Broccoli i Saltzman htjeli zamijeniti Seana Conneryja, isprva su odlučili da neće angažirati drugog glumca nego nekog iz oružanih snaga. Tako se u mnogim vojnim časopisima pojavila reklama s rečenicom: "Are you 007?" Ova ideja poslije odbačena nakon što je prigovorilo britansko društvo glumaca (Equity) i zatražilo da se prestane s tim.
Do 1972. Broccoli i Saltzman su testirali mnoge glumce za glavnu ulogu, od kojih su najpoznatiji bili Julian Glover (kasnije negativac u filmu iz 1981., Samo za tvoje oči), John Gavin, Jeremy Brett i Michael Billington, koji je na kraju izgubio ulogu od Rogera Moorea. Kasnije je Billington bio glavna zamjena za Moorea, a 1977. se pojavio u filmu Špijun koji me volio, kao negativac kojeg ubijaju u uvodnoj sekvenci.
Moore je bio jedan od kandidata za ulogu Bonda nakon filma Samo dvaput se živi, ali brzo je ispao iz konkurencije jer je već bio popularan u ulozi Simona Templara u televizijskoj seriji Svetac.
Živi i pusti umrijeti označio je i pojavljivanje prve Afroameričke Bond djevojke, Rosie Carver (koju je glumila Gloria Hendry). Kad je film objavljen u  Južnoj Africi, izrezane su scene s Gloriom Hendry i Rogerom Mooreom jer je vlada zabranjivala međurasne odnose zbog apartheida.
Producenti su se potrudili da se James Bond kojeg glumi Roger Moore dosta razlikuje od onog kojeg je proslavio Sean Connery, možda da se izbjegnu usporedbe s  Georgeom Lazenbyjem. Na primjer: Mooreov James Bond nikada ne naručuje votka martini, pije burbon viski; Mooreov Bond ne nosi šešir; puši cigare, ne cigarete.

### Filmske lokacije
- London, Engleska
- New Orleans, Louisiana
- San Monique, Jamajka
- New York City,  New York

### Lokacije snimanja
- Pinewood Studios
- Jamajka
- Hotel San Souci Lido
- New York City

### Casting
U filmu se prvi put pojavljuje šerif iz  Louisiane J.W. Pepper (glumi ga Clifton James), koji će poslije reprizirati ulogu u filmu Čovjek sa zlatnim pištoljem. Bio je to i prvi film s  Davidom Hedisonom u ulozi Felixa Leitera, koji će kasnije pojaviti u filmu Dozvola za ubojstvo. Nijedan drugi glumac nije glumio Leitera više od jednom.
Jamajkanski agent, Quarrel Mlađi, je sin Quarrela iz filma Dr. No. Quarrel se u serijalu romana prvi put pojavio u Živi i pusti umrijeti, a umro je u Dr. Nou.
Madeline Smith, koja je glumila prekrasnu talijansku agenticu gđicu. Caruso koja se nalazi s Bondom u krevetu na početku filma, preporučio je Roger Moore nakon što je radila s njim na televiziji. Smithova je rekla kako je Moore bio izrazito pristojan na snimanju, ali se osjećala neugodno s njim obučena samo u plavi bikini jer je Mooreova žena bila na setu.

### Snimanje
Redatelju se toliko svidjela kaskaderska scena preskakanja preko aligatora da je glavnog negativca nazvao po kaskaderu koji je to izveo, Rossu Kanangi, vlasniku farme aligatora gdje je snimljena scena. U jednom ponavljanju scene, zadnji aligator je dohvatio Kananginu potkoljenicu, rasparavši mu hlače. Ovo se može detaljno vidjeti na DVD izdanju. Filmaši su farmu otkrili dok su tražili lokacije za snimanje. Vidjeli su znak s natpisom "ONI KOJI NEOVLAŠTENO UĐU BIT ĆE POJEDENI." Taj znak može se vidjeti i u filmu.
Za scenu s aligatorima, Moore je predlagao da nosi cipele od aligatorove kože. Bondov gliser u sceni preskoka preko rukavca rijeke nenamjerno je postavio Guinnessov svjetski rekord u to vrijeme.

## Radnja
Tri  britanska agenta MI6, među kojima i jedan iz  Amerike "na posudbi", ubijena su pod misterioznim okolnostima dok su motrili operacije dr. Kanange, diktatora malog karipskog otoka zvanog San Monique. James Bond poslan je u New York, gdje je ubijen prvi agent i gdje Kananga trenutno posjećuje  UN, kako bi istražio. Čim Bond stiže u Ameriku, ubijen je njegov vozač dok ga je vozio na sastanak s Felixom Leiterom iz CIA-e.
Vozačev ubojica odvodi Bonda do Mr. Biga, gangstera koji vodi lanac restorana Fillet of Soul širom  Sjedinjenih Država. Za vrijeme sukoba s Mr. Bigom, Bond upoznaje Solitaire, prekrasnu stručanjakinju za tarot koja ima sposobnost da vidi budućnost i promijeni događaje u sadašnjosti. Prerušen u Mr. Biga, Kananga zahtijeva od svog čovjeka da ubije Bonda, koji uspijeva pobjeći neokrznut. Bond slijedi Kanangu na San Monique, gdje susreće Quarrela mlađeg (sina Quarrela iz Dr. Noa) koji ga vodi do Solitaireine kuće. Bond je zavodi izvlačeći iz špila karata onu koja pokazuje "Ljubavnici". Solitaire nakon odnosa s Bondom gubi svoje sposobnosti pa je prisiljena surađivati s Bondom kako bi srušili Kanangu.
Ispostavlja se da Kananga proizvodi dvije tone heroina, a polja maka čuvaju mu lokalni seljaci koje je zaplašio vuduom i  okultizmom. Preko svog alter-ega Mr. Biga (prerušeni Kananga), Kananga planira besplatno distribuirati heroin kroz svoj lanac restorana sve dok se broj ovisnika ne udvostruči, što će uništiti njegove rivale krijumčare droge. Bond se vraća na San Monique s Leiterom kako bi zapalio Kanangine usjeve i spasio Solitaire od vudu žrtve. Nakon što ga je zarobio Kananga, Bond ga ubija i uspijeva pobjeći sa Solitaire. U SAD-u, Kanangin pomoćnik pokušava ubiti Bonda, ali ga ovaj izbacuje iz vlaka pri velikoj brzini. U posljednjoj sceni filma, vudu vrač, Barun Samedi, smiješi se misteriozno na prednjoj strani vlaka kojim putuju Bond i Solitaire u svojoj vudu odjeći, iako ga je navodno ubio Bond dok je spašavao Solitaire.

### Vudu
Bio je ovo prvi i dosad jedini Bond film koji se bavio nadnaravnim. Iako postoje neke indikacije da je Barun Samedi jednostavno iluzionist i showman, a da se njegovo "uskrsnuće" nakon pada u lijes pun zmija može objasniti trikom. Solitaireine psihološke sposobnosti je puno teže racionalno objasniti.

## Vozila i naprave
- Magnetski sat (Podvodni Rolex) - Bondu ga donosi gđica. Moneypenny od Q-ovog odjela. Uključen, isijava snažno magnetsko polje. U teoriji, Bond tvrdi kako može čak skrenuti metak, iako u stvarnosti na metke magnetsko polje ne djeluje.
- Detektor prisluškivača - Bond koristi mali uređaj kojim može pretražiti sobu u potrazi za elektronskim mikrofonima.
- Odašiljač Morseova koda
- Glastron gliseri - korišteni u utrci brodova u  Louisiani.

## Glumci
- Roger Moore - James Bond
- Bernard Lee - M
- Lois Maxwell - Gđica. Moneypenny
- David Hedison - Felix Leiter
- Yaphet Kotto - Dr. Kananga/Mr. Big
- Jane Seymour - Solitaire
- Clifton James - Šerif J.W. Pepper
- Julius Harris - Tee Hee Johnson
- Geoffrey Holder - Barun Samedi
- Gloria Hendry - Rosie Carver
- Roy Stewart - Quarrel mlađi
- Madeline Smith - Gđica. Caruso

## Vanjske poveznice
- Živi i pusti umrijeti u internetskoj bazi filmova IMDb-a
- Živi i pusti umrijeti na Rotten Tomatoes
- Živi i pusti umrijeti na Box Office Mojo
- MGM Official Site: Live and Let Die
- Blaxploitation and Live and Let Die - from the article Cleopatra Jones, 007: Blaxploitation, James Bond, and Reciprocal Co-optation